# 赤道乡
赤道乡是中国陕西省咸阳市旬邑县下辖的一个乡。

## 行政区划
赤道乡下辖以下行政区：
赤道村、义井村、九里红村、富村、均村、胡家村、魏洛村